# Amira de la Rosa

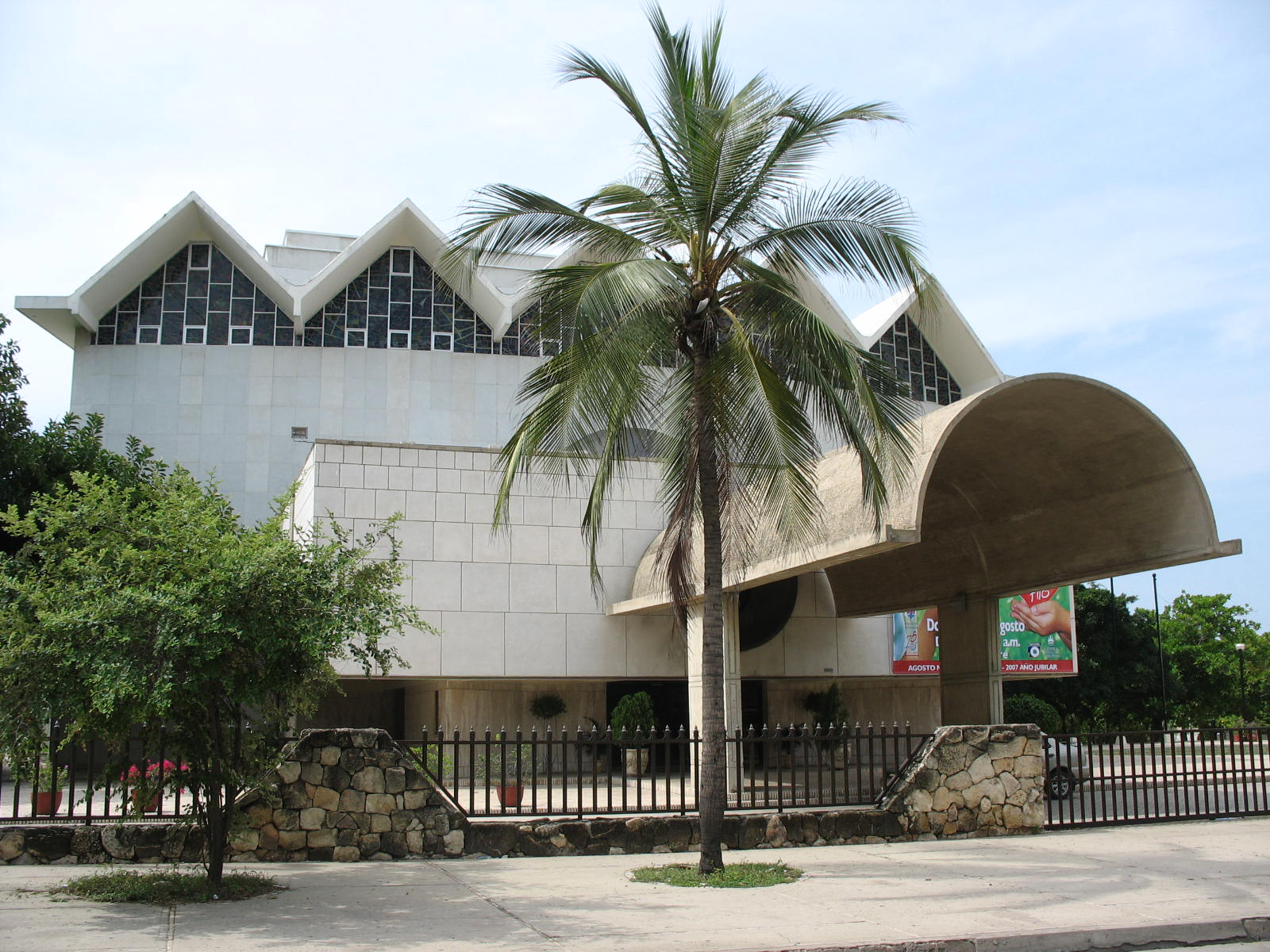
Teatro Amira de la Rosa.

Amira Hortensia Arrieta McGregor (Barranquilla, 7 de enero de 1895-Barranquilla, 1.° de septiembre de 1974) fue una poeta, dramaturga, pedagoga y periodista colombiana que usó el seudónimo Amira de la Rosa.

## Orígenes y carrera
De la Rosa era hija de Rafael A. Arrieta y Enriqueta MacGregor (de ascendencia irlandesa), era la mayor de nueve hermanos. También era nieta del poeta y político Diógenes Arrieta. Su interés en escribir y enseñar empezó mientras recibía su educación primaria y secundaria en La Presentación de Barranquilla. A los 18 años se casó con el abogado Reginaldo de la Rosa Ortega. Tuvieron un hijo llamado Ramiro. De la Rosa viajó a Barcelona, España, a estudiar  un curso internacional de pedagogía impartido por Maria Montessori. Luego estudió en la escuela de periodismo del diario católico español El Debate. 
Después de que De la Rosa regresa de un viaje a España, se instala en Barranquilla. En 1926, con sus hermanas funda una escuela que lleva el nombre de la poeta chilena Gabriela Mistral, de quien fue amiga durante su estancia en España. La ecuela aún funciona en la carrera 38 # 81-29. Más tarde, Mistral bautizó una escuela en su ciudad natal en Chile con el nombre de De la Rosa en el 30.º aniversario de su muerte. 
En diversas ocasiones, Amira de la Rosa cumplió funciones consulares en España y otros países. 

## Obras
Autora de piezas de teatro como Madre Borrada, Piltrafa, Las viudas de Zacarías y de la compilación de cuentos La luna con parasol.  
El tema de su historia más conocida, Marsolaire (1941), es el abuso sexual de una niña por parte de su padrino. De la Rosa también colaboró con los periódicos ABC (Madrid), El Tiempo (Bogotá) y El Heraldo (Barranquilla). 
Sus obras llegaron a ser presentadas en Colombia y en el extranjero (España, Venezuela). 

### Himno de Barranquilla
De la Rosa escribió la letra del himno de Barranquilla. El himno fue escogido ganador en un concurso en 1942, el cual envió bajo el seudónimo de  Pirausta.Recibió la Orden de Boyacá por parte del presidente Guillermo Valencia. También le fue otorgada la primera medalla de la Sociedad de Mejoras Públicas. En diferentes ocasiones sirvió como cónsul de Colombia en España.

## Homenajes
El Teatro Municipal de Barranquilla, inaugurado en 1982, fue bautizado en su honor.
Gabriela Mistral le dedica el poema "La tierra y la mujer" en la segunda edición de su libreo "Ternura", en 1945.